# Еляков, Георгий Борисович
Гео́ргий Бори́сович Еляко́в (13 сентября 1929, Кострома — 2 мая 2005, Москва) —  советский и российский химик и биохимик, специалист в области органической химии природных соединений, член-корреспондент АН СССР, академик РАН.

## Биография
Георгий Борисович родился в Костроме 13 мая 1929 г., но всё детство провёл в Ярославле. Учился в школе №44, жил отдельно под присмотром много лет дружившей с его родителями семьи Инютиных. В 1945 г. Георгий Борисович учился в восьмом классе и принял участие в Научно-технической конференции школьников РСФСР. Его доклад на тему “Взрывчатые вещества” был удостоен отличной оценки.
В 1947 г. Георгий закончил школу с серебряной медалью и отправился в Москву,  чтобы поступить в МГУ им. М.В.Ломоносова на химический факультет. После завершения учебы в лаборатории химии гетероциклических соединений с красным дипломом  в 1952 г. Георгий Борисович поступил в аспирантуру и успешно защитил в срок кандидатскую диссертацию в 1955 г. . Сразу после Университета он был направлен в Центральный военно-технический институт Сухопутных войск (ЦНИВТИ СВ).
В 1959 г. приехал во Владивосток, чтобы начать работу в Отделе физиологии и биохимии Дальневосточного филиала Сибирского отделения АН СССР. Затем организовал  и стал заведующим лаборатории  химии природных биологически активных веществ при  поддержке сотрудников лаборатории химии углеводов (в частности, доктора химических наук А.Я. Хорлина, председателя Сибирского отделения академика М.А. Лаврентьева), созданной профессором Н.К. Кочетковым в Московском Институте химии природных соединений.
3 октября 1963 г. принято постановление Правительства РСФСР о создании во Владивостоке Института биологически активных веществ (ИнБАВ), а 14 февраля 1964 г. вышло распоряжение Президиума СО АН СССР о назначении кандидата химических наук Г.Б.Елякова и.о. директора нового института. Впоследствии в 1972 г. он был переименовав Тихоокеанский институт биоорганической химии им. Г.Б. Елякова (ТИБОХ). До 2001 г. Георгий Борисович занимал должность директора. Институт включал в себя 6 лабораторий, в частности, лабораторией терпеноидов и стероидов руководил Георгий Борисович.
В 1967 г.  успешно защитил докторскую диссертацию,  посвященную изучению химического строения гликозидов лекарственного растения уссурийской тайги – женьшеня.
В ноябре 1970 г. Г.Б. Еляков избран членом-корреспондентом АН СССР.
С 1975 по 1986 гг. Георгий Борисович занимал должность заместителя председателя президиума ДВНЦ АН СССР, далее стал председателем ДВО РАН и вице-президентом РАН.
В декабре 1987 г. он был избран академиком.
В 1996 г. в Дальневосточном государственном университете Г.Б.Еляков основал кафедру биоорганической химии.
До 2001 г. Георгий Борисович находился в должности директора ТИБОХ РАН, а позднее стал советником РАН и научным руководителем ТИБОХ РАН.
Скончался на 76-м году жизни 2 мая 2005 года в Москве. Похоронен на Троекуровском кладбище Москвы.

## Научные исследования

### Исследования в МГУ им. М.В.Ломоносова и начало исследований во Владивостоке
Обучаясь в аспирантуре, Георгий Борисович изучал кремнийорганические соединения. Открыл новые ацилирующие агенты, использующиеся для получения соединений ряда тиофена, селенофена, производных коричной кислоты, кетокислот. .
Работая в лаборатории химии природных биологически активных соединений СО АН СССР, занимался установлением структуры и биологического действия гликозидов женьшеня,  которые в дальнейшем стали основой докторской диссертации.

### Исследования в ТИБОХ ДВО РАН
На базе ТИБОХ ДВО РАН Г.Б. Еляков и его коллеги создали новое направление в науке - химия и биохимия морских организмов. Эта область знания до сих пор успешно развивается, что приводит к созданию уникальных природных веществ. Дальнейшая работа сотрудников ТИБОХ по исследованию строения и установлению путей биосинтеза физиологически активных соединений определила развитие современной российской химической науки. Георгий Борисович принял значительное участие в создании единственной в России коллекции морских микроорганизмов,  которая была включена в Мировой каталог микробных коллекций.
В 1985 г. в Финляндии по проекту сотрудников ТИБОХ ДВО РАН под началом Г.Б.Елякова было построено и обеспечено оборудованием научно-исследовательское судно “Академик Опарин”. Полученные в ходе экспедиций данные и образцы представляли из себя обширный ценный биологический материал,  на основе которого были разработаны лекарственные препараты (“гистохом” - офтальмология и кардиология, “максар”, “зостерин” и др.)

## Педагогическая деятельность
Георгий Борисович много сил и внимания уделял воспитанию научной смены. Его педагогическая деятельность началась сразу после начала работы во Владивостоке, когда он занял должность доцента кафедры Дальневосточного технического института рыбной промышленности и хозяйства.
Георгия Борисовича характеризовали как прекрасного лектора. Он давал лекции в ДВГУ в 1970-х гг.

## Основные труды
Цикл работ “Новые природные соединения из иглокожих и губок. Структура, особенности биосинтеза и свойства“. А также:  “Химические исследования природных ресурсов Дальнего Востока”, “Стероиды морских организмов”.

## Общественная и политическая деятельность
Георгий Борисович, возглавляя ТИБОХ,  оказывал поддержку преподавателям, аспирантам, дипломникам ДВГУ в исследовательской работе, предлагая работать на новейших научно-исследовательских приборах на базе своего института.
Научно-исследовательское судно “Академик Опарин”, построенное в Финляндии в 1985 г. также было оснащено приборами и аппаратурой  для исследований в области биоорганической химии морских организмов по инициативе Г.Б. Елякова.
Георгию Борисовичу принадлежит ряд работ, связанных с организацией работы и перспективами исследования Дальнего Востока : “Состояние и перспективы развития научных исследований в Дальневосточном отделении РАН” , “О деятельности Дальневосточного отделения Российской академии наук : Доклад на заседании Президиума РАН”, “Химические исследования природных ресурсов Дальнего Востока”.

## Награды
- Орден «За заслуги перед Отечеством» III степени (4 июня 1999) — за большой вклад в развитие отечественной науки, подготовку высококвалифицированных кадров и в связи с 275-летием Российской академии наук[16]
- Два ордена Трудового Красного Знамени (1975, 1979)
- Орден «Знак Почёта» (1966)
- Премия имени М. М. Шемякина (1995 год) — за цикл работ в области биоорганической химии «Новые природные соединения из иглокожих и губок. Структура, особенности биосинтеза и свойства»
- Звание «Почётный гражданин города Владивостока» (1999)[17]
- Медали

## Память
В 2014 году в Тихоокеанском институте биоорганической химии ДВО РАН им. Г.Б. Елякова в честь 85-летия со дня рождения его основателя прошли Первые Еляковские Чтения.
6 октября 2017 года состоялись Вторые Еляковские Чтения, в которых приняли участие сотрудники ТИБОХ ДВО РАН, представившие сообщения на тему “От исследований морских природных соединений к новым идеям и препаратам”. На Еляковские чтениях демонстрируются научные достижения последних лет, в основе которых лежат исследования Г.Б. Елякова. Например, в 2015 г. была продемонстрирована возможность выделения иммуностимулирующего алкалоида урупоцидина А с необычной структурой, а также нового алкалоида монанхоцидинп, отменяющего лекарственную устойчивость опухолевых клеток из морской губки Monanchora pulchra.

## Семья
Отец - Борис Васильевич Еляков - после Великой Отечественной войны был распределён на завод резинотехнических изделий в посёлке Волгострой. Туда он отправился вместе со своей женой Натальей Николаевной и дочерью Галиной. Его сын, Георгий Борисович, остался в Ярославле, где учился в старших классах средней школы. Во время учебы в Московском государственном университете Георгий Борисовича во многом поддерживал его дядя по материнской линии - Алексей Николаевич Сиротин.
Жена Георгия Борисовича - Елякова Людмила Алексеевна, доктор химических наук, профессор.
Дочь Георгия Борисовича - Елякова Елена Георгиевна на данный момент является кандидатом химических наук, старшим научным сотрудников в лаборатории нейрорецепторов и рейрорегуляторов в Институте биоорганической химии им. академиков М.М. Шемякина и Ю.А.Овчинникова РАН (ИБХ РАН).

## Личные качества
Химия была любимым предметом Георгия Борисовича ещё со средней школы. Он посещал химический кружок в Дворце пионеров. С юных лет будущий учёный проявлял упорство и целеустремлённость во всём для себя новом и интересном. Так, например, по воспоминаниям коллег, он уже во взрослом возрасте первым из своего окружения освоил компьютер и следил за новостями в этой новой, неведомой ранее области. В совершенстве владел со студенческих времён немецким языком, а когда потребовалось знание английского языка, смог выучить его в краткий срок.
Однокурсники отмечали и лидерские качества, и силу в характере Георгий Борисовича: студенческие годы пришлись на послевоенное тяжёлое время, условия проживания были непростыми. После долгожданного получения временной прописки студенты жили в бывших Петровских казармах в Сокольниках (“...асфальтовый пол, 8 человек в комнате, кухня и прочие удобства - в коридоре…”), а в свободное от учёбы время участвовали в постройке нового здания МГУ на Воробьевых горах). Налаживание быта и учёба объединили студентов; однокурсники отмечали в этом и большую роль Юры Елякова.
Во время учёбы в Университете Георгий Борисович увлекался фотографией, стендовой стрельбой, которая позднее переросла в любовь к охоте.